# 164,7 mm/45 Model 1893-96
164,7 mm/45 Model 1893-96 — 164,7-миллиметровое корабельное артиллерийское орудие, разработанное и производившееся в Франции. Состояло на вооружении ВМС Франции. Им были вооружены броненосцы «Йена» «Сюффрен», броненосные крейсера типов «Монкальм», «Дюпле» и «Глуар». Дальнейшим развитием этой артсистемы стало орудие 164,7 mm/45 Model 1893-96M.